# Vysokovská spojka
Vysokovská spojka je zamýšlená železniční trať, která propojí a zajistí přímé železniční spojení z Náchoda ve směru na Hradec Králové a Prahu. Takové spojení je dosud možné buď s jednou úvratí ve stanici Týniště nad Orlicí nebo sice kratší trasou, ale se dvěma úvratěmi ve stanicích Václavice a Starkoč (vinou dodnes zachovaného směřování příslušných železničních tratí do Vídně).
Pro realizaci tohoto plánu je nutná výstavba nové spojovací železniční tratě z Náchoda do České Skalice, jejíž součástí je napřímení současné železniční tratě a výstavba nového železničního tunelu délky cca 1 km pod Vítovým kopcem. 